# Maresa Hörbiger
Pour les articles homonymes, voir Hörbiger.
Maresa Hörbiger, née le 29 janvier 1945 à Seefeld in Tirol (Autriche), est une actrice autrichienne.

## Biographie
Maresa Hörbiger naît des acteurs Attila Hörbiger et Paula Wessely. Elle est la sœur des actrices Elisabeth Orth et Christiane Hörbiger. Elle est la mère de l'acteur Manuel Witting (de).
Après avoir obtenu son diplôme d'études secondaires, elle fréquente la Wirtschaftsuniversität Wien (Université du commerce de Vienne), elle travaille également en tant que journaliste, notamment au Kurier.
Elle prend ensuite des cours de théâtre au Max Reinhardt Seminar (séminaire Max Reinhardt) et reçoit ses premiers engagements théâtraux à Ratisbonne et à Berne. En 1972, elle est membre du Burgtheater de Vienne où elle monte sur scène à plusieurs reprises avec son père.  En 1974, elle incarne Recha dans Nathan le sage de  Gotthold Ephraim Lessing et en 1976, Marguerite (Gretchen) dans Faust de Goethe.
Maresa Hörbiger joue peu au cinéma et à la télévision.
En 2003, elle fonde le Kultursalon Hörbiger (salon de la culture Hörbiger) dans la villa de ses parents, située à Grinzing.
En 2005, elle est nommée Kammerschauspielerin par le président fédéral autrichien Heinz Fischer.
En 2008, elle joue au Festival d’été de Bad Leonfelden dans la comédie musicale Cabaret aux côtés de Karl M. Sibelius et sous la direction de Thomas Kerbl. En 2011, elle joue pour la première fois avec sa sœur Christiane Hörbiger dans Meine Schwester de Sascha Bigler.

## Filmographie partielle

### À la télévision
- 1976 : Derrick : Der Mann aus Portofino (L’homme de Portofino) : Luise Bachler
- 1981 : Ringstraßenpalais : Marie
- 2003 : Ausgeliefert : Gertraud Tessler
- 2005 : Tatort : Die schlafende Schöne : Leonore Bauer
- 2008 : Sur un air de tango : Shirley
- 2009 : Romy Schneider (Romy), réalisé par Torsten C. Fischer : Magda Schneider
- 2009 :  Lilly Schönauer : Ariane Narholz (série télévisée, 1 épisode)
- 2011 :  Schnell ermittelt : Sybille Esch (série télévisée, 1 épisode)
- 2011 :  SOKO Kitzbühel : Andrea Kojani (série télévisée, 1 épisode)
- 2011 :  Meine Schwester : Hannah Laval (téléfilm)
- 2011 : Poussières d'amour : Frau Kürten (téléfilm)
- 2012-2014 : Katie Fforde : Mrs. Darling / Olivia Grant  (série télévisée, 2 épisodes)
- 2013-2018 :  SOKO Stuttgart : Elisa Wolff / Franziska Beyer (série télévisée, 2 épisodes)
- 2014-2019 :  Dr. Klein : Grit Lang (série télévisée, 58 épisodes)
- 2015 :  Inga Lindström : Tuva (série télévisée, 1 épisode)
- 2015 :  Der Bergdoktor : Johanna Wiesgott (série télévisée, 1 épisode)
- 2015 :  Quatuor pour une enquête : RA Dr. Böhmstädter (série télévisée, 1 épisode)

### Au cinéma
- 1971 : Allerleirauh (court-métrage) : Allerleirauh
- 1971 : Schneewittchen (court-métrage, en français : Blanche-Neige) : Schneewittchen (Blanche-Neige)
- 1995 : Die Ameisenstraße : Frau Halbgebauer
- 1997 : Eine fast perfekte Scheidung : Familienrichterin Hertha Pietsch

## Récompenses et distinctions
- 2005 : Kammerschauspieler